# Heinrich Gross
Heinrich Gross (* 14. November 1915 in Wien, Österreich-Ungarn; † 15. Dezember 2005 in Hollabrunn) war ein österreichischer Arzt, der als Stationsleiter der „Reichsausschuß-Abteilung“ an der Wiener „Euthanasie-Klinik“ Am Spiegelgrund behinderte Kinder für Forschungszwecke missbrauchte und an ihrer Ermordung beteiligt war, sowie Psychiater und Gerichtsgutachter.
Seine Nachkriegskarriere konnte er auf der während der Zeit des Nationalsozialismus entstandenen Gehirnsammlung aufbauen, die er für 34 wissenschaftliche Arbeiten heranzog. Er wurde Leiter des eigens für ihn geschaffenen Ludwig-Boltzmann-Instituts zur Erforschung der Mißbildungen des Nervensystems und meistbeauftragter Gerichtspsychiater Österreichs. In dieser Funktion traf er 1975 auf den Spiegelgrund-Überlebenden Friedrich Zawrel, der den Anstoß dazu gab, dass die Öffentlichkeit von Gross’ Vorleben erfuhr. Als Werner Vogt ihn 1979 der Ermordung hunderter Kinder bezichtigte, strengte Gross gegen Vogt ein Verfahren wegen übler Nachrede an. Vor dem Oberlandesgericht Wien konnte ihm die Mitbeteiligung an den „Euthanasie“-Morden nachgewiesen werden. Strafrechtlich konnte er dafür jedoch nicht belangt werden, weil die Staatsanwaltschaft sich jahrelang weigerte, ihn des Mordes anzuklagen, und Totschlag verjährt war. Erst 1997 kam es zur Mordanklage. Die Verhandlung sollte am 21. März 2000 stattfinden, jedoch wurde Gross für nicht vernehmungsfähig erklärt und die Verhandlung für unbestimmte Zeit aufgeschoben. Am 8. August 2005 wurde in Wien eine Strafanzeige gegen Gross erstattet und Verhörprotokolle Erwin Jekelius’ aus Archiven der sowjetischen Militärstaatsanwaltschaft aus den Jahren 1945 bis 1948 wurden vorgelegt, die Gross schwer belasteten. Die Staatsanwaltschaft wurde nicht mehr aktiv, und Gross starb im Dezember 2005, kurz nach seinem neunzigsten Geburtstag.

## Biografie

### Jugend und Ausbildung
Als Heinrich Gross am 14. November 1915 als Sohn von Karl und Petronella Gross geboren wurde, war sein Vater bereits gestorben. Seine Mutter, die das familieneigene Woll- und Wirkwarengeschäft weiterführte, gab ihren Sohn in ein katholisches Internat am Stadtrand; die Oberstufe absolvierte er an einem öffentlichen Gymnasium. Als Siebzehnjähriger trat er 1932 der Hitlerjugend bei, 1933 auch dem SA-Sturm 13/99, und wurde Scharführer. Er maturierte 1934 am Realgymnasium 14 und wechselte im selben Jahr zum inzwischen illegalen SA-Sturm 21/4. 1935 stieg er zum Bezirksschulungsführer auf, im Mai 1936 zum Sturmbannschulungsführer. Im April 1937 wurde er Oberscharführer, besuchte 1937/38 die Brigadeführerschule und war ab Jänner 1938 Truppführer des Sturms 11/81. 1979 im Gerichtsverfahren gegen Werner Vogt bekannte er sich lediglich zu seiner Zeit in der Hitlerjugend; nach seiner Motivation für den Beitritt zu dieser befragt, antwortete Gross:

„Ich war begeistert, das war der Grund.“

Nach dem Anschluss Österreichs an das Deutsche Reich stellte er einen Erfassungsantrag auf NSDAP-Mitgliedschaft und wurde mit der Mitgliedsnummer 6.335.279 und symbolischem Aufnahmedatum 1. Mai 1938 aufgenommen – als „Altparteigenosse“, was als Würdigung seines Engagements für den Nationalsozialismus als Beitrag zum Umsturz des austrofaschistischen Ständestaates gesehen wird. Zudem bekam er ab Juli 1938 ein Stipendium des Reichsstudentenwerks. Im Jänner 1939 wurde er Obertruppführer.
Ehe er am 15. Dezember 1939 zum Doktor der Medizin promoviert wurde, heiratete er seine Freundin Hilde, mit der er später drei Kinder bekam. Per 2. Jänner 1940 begann er als Volontärarzt im Kaiserin-Elisabeth-Spital und ab 1. Februar 1940 als Aushilfsanstaltsarzt in der Pflegeanstalt Ybbs, wo er im Rahmen der NS-Krankenmorde den Abtransport geisteskranker Erwachsener miterlebte. Er wurde 1940 mit dem Goldenen HJ-Ehrenzeichen Nr. 124.470 ausgezeichnet.

### Am Spiegelgrund
Am 18. November 1940 begann Gross unter dem ärztlichen Leiter Erwin Jekelius und dessen Stellvertreterin Margarethe Hübsch (Jekelius wurde ab Juli 1942 durch Ernst Illing abgelöst) als Aushilfsanstaltsarzt an der Wiener Nervenklinik Am Spiegelgrund auf dem Gelände der jugendpsychiatrischen Anstalt Am Steinhof, wurde aber bald Anstaltsarzt; zunächst in der „Schulkinderabteilung“ für schwer erziehbare Kinder der am 24. Juli 1940 in neun Pavillons des Spitalskomplexes eingerichteten Jugend-Fürsorgeanstalt. Deren Aufgabe war die „Beobachtung psychopathischer oder erbkranker Kinder, die nach zwei- bis dreimonatigem Aufenthalt an die einzelnen Anstalten zur weiteren Behandlung und Erziehung abgegeben werden sollten“. Dort versuchte er, Kinder mit sadistischen, für sie qualvollen Maßnahmen wie „Spei-Injektionen“ zu disziplinieren. Mit der Gründung der „Säuglingsabteilung“ im April 1941, die intern als „Reichsausschußabteilung“ bekannt und die zweite ihrer Art im Großdeutschen Reich war, übernahm er deren Leitung. In dieser Abteilung fanden bis 1945 im Pavillon 15 „Euthanasie“-Morde statt. Häufig verfasste Gross die Meldungen an den Reichsausschuss. Stellte er eine negative Prognose, genehmigte der Reichsausschuss die Tötung. Daraufhin wurde das Pflegepersonal meist angewiesen, dem Kind Gift ins Essen zu mischen; oder das Gift wurde injiziert, wobei es so dosiert war, dass die Kinder nicht sofort, sondern mehrere Tage lang, häufig an Lungenentzündung und anderen Folgekrankheiten, qualvoll starben – „da man den Eltern dieser Kinder Gelegenheit bieten wollte, ihre Kinder noch lebend zu sehen“, wie Illing am 22. Oktober 1945 aussagte. Gross erledigte auch die Korrespondenz mit den Eltern der Kinder, die über eine plötzliche Verschlechterung des Gesundheitszustandes informiert wurden, ehe die Kinder starben.
Gross besuchte im Juni/Juli 1941 und im Jänner 1942 Weiterbildungskurse in der Tötungsanstalt Brandenburg und in der Landesanstalt Görden bei Brandenburg, wo unter dem Leiter Hans Heinze seit 1939 die erste Kinderfachabteilung eingerichtet war. Was genau er dort lernte, ist nicht bekannt, jedoch stieg die Sterblichkeitsrate der „Kinderfachabteilung“ nach seiner Rückkehr drastisch an: Während im ersten Halbjahr 1941 22 Kinder starben, waren es im zweiten Halbjahr bereits 72. Von den getöteten Kindern wurden Gehirne und Rückenmarksstränge entnommen und für Forschungszwecke aufbewahrt. Gross bekam im Oktober 1941 eine Dienstwohnung für sich und seine Familie am Gelände der Klinik. Per 11. November 1941 wurde er rückwirkend ab 1. Februar 1940 in den Dienst der Gemeindeverwaltung des Reichsgaues Wien übernommen, was eine Nachzahlung an Bezügen bedeutete. Zudem bekam er eine einem nur kleinen Kreis von Reichsausschuss-Mitgliedern als Dank und Anerkennung zukommende „einmalige Sonderzuwendung“ für das Jahr 1941, die der SS-Hauptsturmführer Hermann (Sicherheitsdienst des Reichsführers SS, SD-Leitabschnitt Wien) für ihn in der „Kindermord-Zentrale“ in Berlin erwirkte.
Am 26. März 1942 wurde Gross zur Wehrmacht nach Hollabrunn einberufen, befand sich aber am 5. Mai 1942 schon wieder Am Spiegelgrund, da er per 27. April als unabkömmlich für die (mit der „Euthanasie“ befasste) Kanzlei des Führers gestellt wurde. Er führte seine Tätigkeit als Gutachter auch in Ybbs aus und war im Mai 1942 mehrere Tage im Kinderheim Frischau bei Znaim, um die dort untergebrachten Kinder zu sichten und zu selektieren.
Unter Illing als neuem ärztlichen Leiter des Spiegelgrunds ab 1. Juli 1942 teilte Gross die Leitung der „Säuglingsabteilung“ mit Marianne Türk. Bis zu diesem Zeitpunkt starben in der Abteilung unter seiner Leitung 336 Kinder, wobei er in 238 Fällen auch den Totenschein unterschrieb. Mit Illings Eintreffen begann er, auch an medizinischen Experimenten mitzuwirken. So wurden an fast allen Kindern des Spiegelgrunds Pneumoencephalografien vorgenommen – in vielen Fällen durch Gross. Das Forschungsinteresse Illings galt nämlich dem Nachweis, dass Tuberöse Sklerose durch die Pneumoencephalografie bereits beim lebenden Patienten diagnostiziert werden könne. Oft überlebten die Kinder die extrem schmerzhafte Untersuchung nicht, bei der für eine Röntgenaufnahme über das Rückgrat Luft in die Gehirnkammern gepresst wurde. Gross und Illing nahmen dabei weder Rücksicht auf den Gesundheitszustand der kleinen Patienten noch war medizinische Notwendigkeit gegeben. Ihr Interesse galt einzig der Forschung. Um die Diagnosen klinisch zu belegen, war es notwendig, von den verstorbenen Patienten Hirnschnitte anzufertigen.
Als er im November 1942 ein Referat vor der Wiener Biologischen Gesellschaft hielt, gab er damit ein Beispiel für eine medizinische Forschung ab, deren Interesse nicht dem Kranken und seiner Krankheit, sondern lediglich der Qualität des Kranken als Fallstudie galt.
Schließlich musste Gross am 23. März 1943 doch zur Wehrmacht und versah seinen Dienst als Sanitätsarzt einer Infanteriedivision in Russland, bis er verwundet zurückkam und Ausbildungsarzt im Lazarett am Rosenhügel wurde. Im Dezember 1943 wurde er nach Albanien versetzt, wo er an einem Nierenleiden erkrankte, welches er zunächst in Tirana, dann in Thessaloniki auskurierte und am 5. Juni 1944 ins Heereslazarett Stammersdorf überwiesen wurde, von wo man ihn zur Erholung nach Hause schickte. Danach soll er wieder zur Truppe versetzt worden sein. Er beteuerte stets, seit seinem Dienstantritt bei der Wehrmacht nicht mehr Am Spiegelgrund tätig gewesen zu sein. Das Gegenteil ist jedoch erwiesen. Er besuchte die Anstalt für Forschungen über Missbildungen und versah auch in seinen Fronturlauben Dienst in der Klinik Am Spiegelgrund, wie aus mehreren von ihm unterzeichneten Meldungen hervorgeht. Etwa gehörte er zu jenen Ärzten, welche ab 25. September 1943 die 14 Mädchen einer größeren, aus den Alsterdorfer Anstalten überstellten Gruppe von Patientinnen „behandelten“ – alle 14 wurden innerhalb von dreieinhalb Monaten getötet.

### Kriegsende und Nachkriegszeit
Beim Versuch, an das Westufer der Elbe zu gelangen, geriet Gross im Mai 1945 in sowjetische Kriegsgefangenschaft. Er kam nach Estland ins Internierungslager Kohtla-Järve und verbrachte die Zeit dort gemeinsam mit Kollegen wie Eduard Pernkopf, der anhand von NS-Opfern einen Anatomieatlas erstellt hatte, und Alfred Gisel, den er bereits von seinem Vortrag in der Wiener Biologischen Gesellschaft kennen musste und demgegenüber er gesagt haben soll: „Ich hab irgendwie Angst davor, heimzukommen.“ Laut anderer Quelle sagte er: „Ich glaube, ich werde Schwierigkeiten haben, wenn ich heimkomme.“
Nach seiner Entlassung am 27. Dezember 1947 kehrte Gross nach Wien zurück und erfuhr von der für den 8. Jänner festgesetzten Verhandlung gegen die wegen Totschlags angeklagte Stationsschwester Anna Katschenka. Im Wissen, dass er selbst ihr in vielen Fällen den Auftrag zur Tötung der Kinder gegeben hatte, tauchte er unter, konnte aber am 1. April 1948 in Köflach verhaftet werden. Mit dem Euthanasiebefürworter Ernst Jahoda als Anwalt stand er am 28. und 29. März 1950 vor dem Richter. Die Anklage lautete aber nicht auf Meuchelmord, wie bei seinen Kollegen, sondern bloß auf „Beteiligung am Totschlag eines Kindes“. Die Justiz kam nämlich anlässlich Anna Katschenkas Prozess zu dem Schluss, dass an Geisteskranken kein heimtückischer Mord begangen werden könne, weil ihnen „die Einsicht fehlte“. Er hatte auch das Glück, dass er nur in einem Fall angeklagt wurde. Der Justizminister Josef Gerö drängte bereits bei dem Verfahren von Illing, der bereits 1946 zum Tode verurteilt und hingerichtet worden war, darauf, umgehend Anklage zu erheben und das weitere Studium der Patientenakten bleiben zu lassen, und so gab sich die Staatsanwaltschaft bei Gross mit einem Fall zufrieden, ohne weitere Untersuchungen oder Zeugenvernehmungen durchzuführen. Auch über Widersprüche in seinen Aussagen darüber, wie weit er vom Reichsausschuss wusste, sah man hinweg, und offensichtlich falsche Entlastungsaussagen wurden nicht hinterfragt. In Erster Instanz wurde er nur für seine Mithilfe durch das Verfassen von Gutachten wegen Beihilfe zum Totschlag zu zwei Jahren Haft verurteilt. Da die Strafe genau der Dauer der Untersuchungshaft entsprach, wurde er am 1. April 1950 freigelassen. Am 27. April 1951 wurde das Urteil vom Obersten Gerichtshof wegen „innerer Widersprüche in der Urteilsbegründung“ aufgehoben (die Staatsanwaltschaft gelangte zu der Erkenntnis, dass aus der Urteilsbegründung nicht hervorginge, „dass eine der vom Angeklagten pflichtgemäß erstatteten Krankmeldungen Anlass zu einer Euthanasierung […] gegeben hätte“) und verwies auf eine neuerliche Verhandlung in Erstinstanz. Die Staatsanwaltschaft stellte jedoch das Verfahren am 25. Mai 1951 ein. Einen später gestellten Antrag auf Haftentschädigung lehnte das Gericht im Juni 1951 mit der Begründung ab, dass die Verdachtsmomente nicht entkräftet werden konnten.

### Karriere im Nachkriegsösterreich
Gross rehabilitierte sich wie viele andere ehemalige Nationalsozialisten über den Bund Sozialistischer Akademiker (BSA) und konnte durch die dort geknüpften Verbindungen erneut in den Dienst der Stadt Wien treten. Er absolvierte eine Ausbildung zum Facharzt für Psychiatrie und Neurologie an der Städtischen Nervenheilanstalt Am Rosenhügel, die zu der Zeit unter der Leitung von Erwin Stransky stand. 1953 trat er der SPÖ bei. Nach Abschluss seiner Ausbildung kehrte er 1955 nach Steinhof an die ehemalige Mordstätte Am Steinhof, nun Baumgartner Höhe genannt zurück, wo später das Otto-Wagner-Spital entstand.
Gross setzte seine Forschungen an den Kinderhirnen fort und publizierte zwischen 1954 und 1978 34 Arbeiten, deren Schwerpunkt weiterhin „angeborene und frühzeitig erworbene hochgradige Schwachsinnszustände“ waren. Teilweise entstanden diese Veröffentlichungen gemeinsam mit Franz Seitelberger, Elfriede Kaltenbäck (einer Mitarbeiterin Gross’ im Neurohistologischen Laboratorium, später im Ludwig-Boltzmann-Institut) und Hans Hoff sowie Barbara Uiberrak und anderen. Uiberrak (ab 1938 Prosektorin der Wiener Psychiatrie „Am Steinhof“, nach 1945 Vorstand der Prosektur der nun „Baumgartner Höhe“ genannten Klinik) verschaffte ihm 1953 als Leiterin der Prosektur Zugang zu Präparaten der Ermordeten. Wie Gross war sie einst Mitglied der NSDAP-Ortsgruppe Flötzersteig. Auf die Zeit des Nationalsozialismus hinweisende Lebens- und Sterbedaten wurden im Allgemeinen vermieden; als Herkunft des „Materials“ wurde die Prosektur des Steinhof angegeben. Die Arbeiten lassen sich in drei Gruppen einteilen:
- Die erste Gruppe umfasst 13 Veröffentlichungen aus den Jahren 1952 bis 1962 über einzelne, Gross interessant erschienene Fälle oder solche, die sich zur Demonstration spezieller Fragestellungen eigneten.
- Zehn Veröffentlichungen aus den Jahren 1956 bis 1978 bilden die zweite Gruppe, die sich mit unspezifischen morphologischen Auffälligkeiten (z. B. Turmschädel) oder mit bestimmten Krankheitsbildern auseinandersetzen. Dafür wurden jeweils bis zu 40 Fälle dokumentiert und (mit einer einzigen Ausnahme) mit Fotos versehen.
- Die dritte Gruppe besteht aus elf statistischen Untersuchungen, deren Grundlage jeweils eine große Zahl an Krankengeschichten und Gehirnpräparaten bildete.[6]

1957 wurde Gross Primarius (Leiter) der 2. Psychiatrischen Abteilung sowie des Neurohistologischen Laboratoriums der „Baumgartner Höhe“, wo sich die seit 1954 histologisch untersuchten und mit neuen Protokollnummern versehenen Gehirne befanden. In seiner 1958 gemeinsam mit Elfriede Kaltenbäck erstellten und in der Wiener Klinischen Wochenschrift veröffentlichten Arbeit „Die intrauterine Zerebralschädigung als ätiologischer Faktor bei angeborenen, hochgradigen Schwachsinnszuständen“ rühmte er die Größe seiner Hirnsammlung, ohne dabei auf deren Entstehen zu verweisen:

„Dank eines eigenen, größeren, anatomisch auswertbaren Materiales, das uns in erster Linie von der Prosektur der Heil- und Pflegeanstalt „Am Steinhof“ zur Verfügung gestellt wurde […], besteht die Möglichkeit, verschiedene dieser Fragen auch vom Standpunkt des Neuropathologen aus zu bearbeiten […] Untersucht wurden bisher 546 Gehirne von Kranken, die mit der klinischen Diagnose eines angeborenen oder im Laufe der ersten drei Lebensjahre erworbenen, höhergradigen Schwachsinns (Idiotie) mit oder ohne neurologische Ausfallserscheinungen verstarben. Im Vergleich zu den von Benda, Malamud und Meyer bearbeiteten Hirnsammlungen ist unser Material das größte und zugleich auch so ziemlich auslesefreieste dieser Art.“

Für seine Forschungen an den Kinderhirnen wurde er 1959 mit dem Theodor-Körner-Preis ausgezeichnet.
Auf Anraten von Erwin Stransky war er ab 1960 als Gerichtsgutachter für Neurologie und Psychiatrie tätig und begutachtete zahlreiche prominente Fälle, wie etwa die Angeklagten der so genannten Uni-Ferkelei, Günter Brus, Otto Muehl und Oswald Wiener. Er wurde zum meistbeschäftigten Gerichtsgutachter Österreichs und erstellte allein bis 1978 rund 12.000 Gutachten. Nebenbei betätigte er sich noch als Pharmatester. Allein zwischen 1958 und 1968 testete er 83 verschiedene Präparate, die oft direkt aus dem Tierversuchslabor kamen, an jeweils mehr als 100 Patienten, so auch das mit schweren bis tödlichen Nebenwirkungen aufwartende Medikament Clozapin, über das er schließlich die Worte „Gemessen an der Art des Krankengutes war schon im Vorherein ein nur bescheidener Therapieerfolg zu erwarten“ verlor. Zugleich war Gross Ansprechpartner für die Richtervereinigung, wenn es um die Organisation von Seminaren zur Schulung von Richtern ging, und er hielt den Kontakt zur Universität, genauer gesagt zu Franz Seitelberger, aufrecht. Darüber hinaus wurde Mitte der 1970er-Jahre die Strafrechtsreform Christian Brodas umgesetzt, die zu einer wesentlichen Aufwertung der Funktion des Gerichtspsychiaters führte. Berater Brodas waren dabei der Psychiater Willibald Sluga, die beiden ehemaligen SS-Mitglieder Gerhart Harrer und Franz Seitelberger sowie Heinrich Gross. Im Jahr 1971 engagierte er sich im Wiederwahlkomitee für Bundespräsident Franz Jonas.

### Gescheiterte Habilitation
Alfred Gisel, der von Gross als hervorragendem Arzt überzeugt war und dessen Arbeiten gelesen hatte, schlug ihn Hans Hoff gegenüber für eine Habilitation vor, wovon dieser jedoch abriet: „Das sollte man dem Mann nicht antun. Nicht, weil er nicht gut wäre, aber weil alles wieder aufgerollt würde.“ Gross versuchte 1962 dennoch, mit seiner Arbeit „Sehnervatrophie infolge Turmschädelbildung“ zu habilitieren, und wählte Hoff als Betreuer aus. Zudem war Gross als Leiter für das Psychiatrische Krankenhaus am Steinhof vorgesehen. Walter Spiel intervenierte über Ella Lingens, die zu der Zeit Referatsleiterin in der Sektion Volksgesundheit des Sozialministeriums war, gegen Gross’ Habilitation: „Die Habilitation von Gross muss verhindert werden, das können wir nicht zulassen. Wenn Gross Professor wird, trete ich aus der SPÖ aus.“ – Spiel wusste, wie in den 1950er- und 1960er-Jahren „jeder Student und jeder Lehrer an der Universität, woher das Forschungsmaterial von Gross stammt. Unter Kollegen ist das in der Luft gelegen.“ Hoff weigerte sich schließlich, die Habilitation anzunehmen, und begründete dies mit der Herkunft der untersuchten Gehirne. Auch wurde ihm die Leitung des Krankenhauses am Steinhof nicht übertragen. Spätestens ab diesem Zeitpunkt wusste die Fachwelt über die Herkunft der Gehirne Bescheid.

### Ludwig Boltzmann-Institut
Ab 1968 hatte er die Leitung des neu gegründeten und in den Räumen des Neurohistologischen Laboratoriums im Pavillon B am Steinhof untergebrachten „Ludwig Boltzmann-Instituts zur Erforschung der Mißbildungen des Nervensystems“ inne, dessen Aufgabe er folgendermaßen beschrieb:

„Die Prosektur des Psychiatrischen Krankenhauses der Stadt Wien verfügt, soweit dies an Hand der Weltliteratur abgeschätzt werden kann, über das größte Material an Gehirnen mit angeborenen Entwicklungsstörungen und frühzeitig erworbenen Schäden. Die neuropathologische Aufarbeitung und Auswertung dieses einmaligen Materials ist erste Aufgabe des Instituts in den nächsten Jahren.“

Der Vorstand der Ludwig Boltzmann-Gesellschaft, darunter Gross’ Förderer Alfred Gisel und Hertha Firnberg, wusste von seinen Verwicklungen in die NS-Euthanasie; es wurde jedoch keinerlei Diskussion zur Herkunft des „einmaligen Materials“ im Sitzungsprotokoll vermerkt. Auch nachdem im März 1981 im Gross-Vogt-Prozess (siehe Klage gegen Werner Vogt) der Nachweis von Gross’ Mitverantwortung an den Euthanasiemorden erbracht wurde, hatte dies nur zur Folge, dass das „LBI zur Erforschung der Mißbildungen des Nervensystems“ mit dem „LBI für klinische Neurobiologie“ unter diesem Namen zusammengelegt wurde. Die Leitung teilte sich Gross ab diesem Zeitpunkt mit Universitätsprofessor Kurt Jellinger.
Die Forschungsaufgaben im LBI und seine Tätigkeit als Gerichtsgutachter führten zu einer Verlagerung des Schwerpunkts von Gross’ Forschungsinteressen zu forensisch-psychiatrischen Fragen und „der Bearbeitung und statistischen Auswertung eines wohl einmaligen Tätergesamtkollektivs von ca. 4000 Straftätern (darunter 500 Täter mit ‚nicht fahrlässigen Tötungsdelikten‘)“, wie aus dem Jahresbericht der Ludwig-Boltzmann-Gesellschaft 1974 hervorgeht. Gemeinsam mit Gerhart Harrer gründete er 1974 die „Arbeitsgemeinschaft für forensische Psychiatrie und Neurologie“ sowie 1975 die Zeitschrift für Gerichtspsychiatrie, „Forensia“. Zu dem Kreis gehörten angesehene Psychiater wie Peter Berner, Willibald Sluga, Walter Spiel, Hans Strotzka, der Rechtswissenschaftler und ehemalige NS-Staatsanwalt Friedrich Nowakowski oder der Psychiatrieprofessor Gerhart Harrer.
Die Ludwig Boltzmann-Gesellschaft, namentlich Josef Bandion, schlug Gross 1975 für eine Auszeichnung vor. Wissenschaftsministerin Hertha Firnberg verlieh ihm das österreichische Ehrenkreuz für Wissenschaft und Kunst I. Klasse, welches ihm jedoch 2003 wieder aberkannt wurde.

### Wiedersehen mit Friedrich Zawrel
In seiner Funktion als Gerichtspsychiater saß Gross am 27. Dezember 1975 dem ehemaligen Spiegelgrund-Insassen Friedrich Zawrel gegenüber. Zawrel hatte über all die Jahre Gross’ Tätigkeit als Gerichtspsychiater in den Zeitungen verfolgt und konnte nicht verstehen, „wie es möglich war, dass ein Mann mit so einer Vergangenheit eine so wichtige Stellung im Justizapparat haben konnte, zumal seine Vergangenheit durch den Prozess vor dem Volksgericht bekannt war“. Gross gegenübersitzend sagte Zawrel:

„Glauben Sie mir, ich kenne Menschen, die haben hunderttausende Mal mehr verbrochen wie ich, aber die sind heute wieder angesehene Leute, sind in hohen Funktionen und so.“

Gross verstand nicht und erkannte Zawrel nicht. Auf die Frage, ob er schon einmal psychiatriert worden sei, antwortete Zawrel:

„Herr Doktor, für einen Akademiker haben Sie aber ein sehr schlechtes Gedächtnis. […] Herr Doktor, können Sie überhaupt noch gut schlafen? Haben Sie schon vergessen die vielen toten Kinder vom Pavillon 15, haben Sie schon die gemarterten und misshandelten Kinder vom Pavillon 17 vergessen?“

Mit dem Gutachten, das Gross anfertigte, sprach er sich dafür aus, Zawrel im Anschluss an die Haft in einer Anstalt für gefährliche Rückfallstäter für immer hinter Gitter zu behalten, und untermauerte dies unter anderem mit einem Gutachten Illings aus dem Jahr 1943. Zawrel wehrte sich, indem er mittels eines Kassibers Kontakt zum Kurier aufnahm. Wolfgang Höllrigl, der Zawrel interviewte, veröffentlichte am 17. Dezember 1978 den ganzseitigen Artikel „Ein Häftling erkannte in Österreichs meistbeschäftigtem Gerichtspsychiater Dr. Gross einen NS-Arzt wieder. Ein Arzt aus der NS-Mörderklinik“. Nicht nur die Vergangenheit von Gross wurde darin beleuchtet, auch einige auf Basis seiner Gutachten gefasste Urteile aus großen Prozessen wurden kritisch unter die Lupe genommen.

### Klage gegen Werner Vogt
Die Mitglieder der Arbeitsgemeinschaft Kritische Medizin, unter ihnen Michael Hubenstorf und Werner Vogt, engagierten sich in der Sache. Sie beschlossen, Gross am 20. Jänner 1979 auf einer unter anderem von der Arbeitsgemeinschaft für Forensische Psychiatrie und Neurologie veranstalteten Tagung, die zum Thema „Tötungsdelikte von Geisteskranken“ stattfand, mit den Vorwürfen zu konfrontieren, und kündigten ihr Kommen in einem Flugblatt an. Während rund fünfzig Mitgliedern der kritischen Mediziner der Zutritt zu der in Salzburg an der von Gerhart Harrer geleiteten Landesnervenklinik stattgefundenen Tagung verweigert wurde, konnten Werner Vogt und zwei weitere Mitglieder sich den Einlass erstreiten. Vogt verlangte eine Änderung des Programms – Gross solle über Tötungsdelikte Schizophrener referieren, weil er damit mehr Erfahrung habe. Er erschien jedoch nicht, ein Kollege sollte seinen Vortrag verlesen. Stattdessen wurde Vogt von zwei Staatspolizisten, die sofort zur Stelle waren, abgeführt. Gross verklagte Vogt wegen übler Nachrede und bezog sich dabei auf eine Stelle in dem von Vogt verfassten Flugblatt:

„Nun also macht sich Gross, der selbst an der Tötung Hunderter Kinder mitbeteiligt war, über die Tötungsdelikte Geisteskranker her.“

Vogt, sein Verteidiger Johannes Patzak und der Medizinhistoriker Michael Hubenstorf recherchierten den Werdegang von Gross und analysierten seine wissenschaftlichen Publikationen ebenso wie die Verfahrensakten gegen Illing 1946 und Gross 1950. Als Zeugin wurde die Krankenschwester Anna Katschenka geladen, doch sie erlebte den Verhandlungstermin nicht mehr. Als der Kronzeuge Friedrich Zawrel zu erzählen begann, schnitt der Richter Bruno Weis ihm das Wort mit „Das gehört nicht hierher“ ab. Das Verfahren führte in Erster Instanz am 22. Februar 1980 zu einem Schuldspruch für Vogt, der zu einer Geldstrafe von 32.000 Schilling sowie zu einer Geldbuße an Gross von 10.000 Schilling verurteilt wurde. Die Strafe sollte generalpräventiv wirken, also mögliche Folgetäter abschrecken. Vogt legte Berufung ein.
In der Folge klagten sich 3600 Menschen selbst an, weil sie auf einer Unterschriftenliste das Zitat jener Formulierung, wegen der Vogt angeklagt wurde, unterschrieben hatten, darunter etwa Christine Nöstlinger, Peter Turrini, Dieter Seefranz, Anton Pelinka, Alfred Hrdlicka und Sigi Maron. Gross strengte kein Verfahren gegen sie an. Jedoch verklagte er im Jänner 1981 die Kabarettisten Erwin Steinhauer und Götz Kauffmann, die ihn in einer im November 1980 im ORF ausgestrahlten Kabarett-Sendung parodiert hatten. Sie wurden ein Jahr später freigesprochen.
Die kritischen Mediziner und Vogts Anwalt, Johannes Patzak, sammelten für die Berufungsverhandlung weitere Beweise, obwohl ihnen mancher Weg versperrt wurde; etwa bekam Patzak trotz Vollmacht von Zawrel keine Einsicht in dessen Krankenkartei. Statt nur die Akten nach Formalfehlern zu beurteilen, rollte der vorsitzende Richter Peter Hoffmann das Beweisverfahren neu auf. Für ihn war es völlig unglaubwürdig, dass Gross als Oberarzt und Abteilungsleiter in einer Mordklinik der einzige unter fünf Ärzten gewesen sein soll, der von der Mitarbeit am Tötungsprogramm ausgenommen gewesen wäre.
Am 30. März 1981 erfolgte vor dem Oberlandesgericht Wien der Freispruch Vogts, der den Wahrheitsbeweis für seine Anschuldigung erbringen konnte. Das war zwar keine Verurteilung von Gross, aber eine Schuldigsprechung, die von den Zuhörern mit Applaus belohnt wurde. Die Staatsanwaltschaft klagte ihn dennoch nicht an wegen Beihilfe zum Mord, sondern befand, dass es sich „unter Verneinung der Niedrigkeit der Beweggründe“ bloß um Totschlag handeln würde, und der sei verjährt. Dieser Beschluss wurde im Oktober 1981 vom Justizministerium bestätigt.

### Ausschluss aus SPÖ und BSA
Auf Betreiben des Abgeordneten Edgar Schranz erfolgte am 30. April 1981 der Ausschluss von Gross aus der SPÖ; auch der Wiener SP-Landesparteisekretär Rudolf Edlinger fand die Erkenntnisse aus dem Vogt-Prozess ausreichend und Gross „für die Wiener SPÖ untragbar“. Am 2. September 1981 bestätigte das Schiedsgericht der SPÖ-Landesparteiorganisation Wien den Parteiausschluss. Gross berief dagegen am 8. Oktober 1981; am 12. Juli 1982 bestätigte das Schiedsgericht des Bundesparteivorstandes den Ausschluss.
Im Bund Sozialistischer Akademiker wurde am 20. Mai 1981 von Elisabeth Pittermann und einigen Vorstandskollegen ein Antrag auf Ausschluss Gross’ eingebracht und von einer Mehrheit angenommen, der Vorstand der Österreichischen Ärztevereinigung wollte jedoch vor einem Ausschluss aus dem BSA erst die Berufung gegen den Parteiausschluss abwarten. Erst am 25. Mai 1988 fasste der Vorstand der Österreichischen Ärztevereinigung den einstimmigen Beschluss, Gross aus dem BSA auszuschließen.

### Ungebrochen als Gerichtsgutachter weiterbeschäftigt
Seine Pensionierung als beamteter Arzt des psychiatrischen Krankenhauses erfolgte – unter Anrechnung der Zeit am Spiegelgrund – noch 1981. Er erhielt monatlich eine Pension von 36.000 Schilling und zusätzlich 14.000 Schilling von der Ärztekammer. Seine Dienstwohnung bewohnte er bis Mitte 1997.
Seine Tätigkeit für das Ludwig-Boltzmann-Institut behielt er jedoch bei und forschte weiterhin an den Gehirnen der ermordeten Kinder des Spiegelgrunds. Erst 1989 musste er die Leitung des Instituts unter dem Druck des Wissenschaftsministeriums zurücklegen.
Auch seine Karriere als Gerichtsgutachter der unabhängigen Gerichtsbarkeit setzte er ungebrochen fort, was daran lag, dass die Heranziehung eines Gutachters Sache des jeweiligen Richters ist. Gross wurde in den drei Jahren, die zwischen dem Freispruch Vogts und seiner Streichung von der Gutachterliste (1984) lagen, so oft wie noch nie beauftragt. Seine Honorareinnahmen betrugen zwischen 1980 und 1983 jeweils über eine Million Schilling jährlich. Obwohl er nicht mehr als Gutachter eingetragen war, wurde er weiterhin vom Landgericht für Strafsachen in Wien bestellt. 1990 fungierte er als Begleitgutachter im Prozess gegen Udo Proksch, was der Standard als vor der internationalen Presse kaum zu überbietende Peinlichkeit wertete. 1995 kassierte er immerhin noch 595.231 Schilling. Sein letztes Gutachten erstellte er im Jahr 1998.

### Neue Recherchen und Öffnung der Stasi-Archive
Mit der Öffnung der bis 1989 geheimen Stasi-Archive in Berlin tauchten neue Unterlagen des Reichsausschusses auf. Marianne Enigl machte den Historiker Wolfgang Neugebauer 1996 auf ein Dokument aufmerksam, welches belegt, dass Gross 1944 freiwillig „Reichsausschußarbeit“ erledigte. Illing begründete darin eine „einmalige Sonderzuwendung“ für das Jahr 1944 – als Gross nach eigener Aussage gar nichts mehr mit dem Spiegelgrund zu tun hatte:

„Während seines militärischen Urlaubs hat er im Spätsommer dieses Jahres, als Frau Dr. Türk zunächst auf Urlaub und dann mehrere Wochen durch Krankheit bettlägrig war, reichlich einen Monat lang zu meiner wesentlichen Entlastung einen guten Teil der Reichsausschußarbeit in der hiesigen Klinik getätigt.“

Wolfgang Neugebauer erstattete daraufhin Anzeige gegen Gross. Staatsanwaltschaft und Justizministerium genügten die Beweise abermals nicht, eine „allenfalls erweisbare Mitwirkung von Dr. Gross an Euthanasiehandlungen im Jahr 1944“ wäre trotzdem nur als Totschlag zu bewerten und damit verjährt.
Mathias Dahl reichte 1996 an der Universität Göttingen seine medizinhistorische Dissertation ein, in der er vor allem die 312 Krankenakten, die in der Prosektur am Steinhof noch vorhanden waren, das Totenbuch der „Jugendfürsorgeanstalt Am Spiegelgrund“ sowie Gross’ Forschungen an den Gehirnen penibel aufarbeitete. Darin war erstmals erkennbar, wie sehr Gross in die „Kinder-Euthanasie“ involviert war und dass er für seine Forschungen insbesondere Leichenteile jener Kinder heranzog, an deren Ermordung er maßgeblich beteiligt war.

### Mordanklage
Als Wolfgang Neugebauer im März 1997 eine Anzeige gegen Gross erstattete, die er auf Erkenntnisse Mathias Dahls stützte, schlug die Staatsanwaltschaft eine Einstellung des Verfahrens vor. Die amerikanischen Fernsehsender ABC, CNN und CBS sowie das britische Magazin The Sunday Times nahmen das Thema auf. In einer Parlamentsdebatte am 5. Juni 1997 äußerten sich Elisabeth Pittermann – „Als Ärztin schäme ich mich für einen derartigen Kollegen, der unsere Ethik, unsere Prinzipien und unseren Eid so verraten hat“ – und Erwin Rasinger:

„Ich kann es nicht akzeptieren, daß man im medizinischen Bereich Naziverbrechen bagatellisiert. Die Ärzte waren auch in Österreich Teil einer grauenhaften Tötungsmaschinerie, die nicht nur Andersdenkende, andere Rassen, sondern auch Kranke und Behinderte brutal ermorden ließ. […] Ich stehe nicht an, mich als Arzt bei den vielen Opfern und Hinterbliebenen des Dritten Reiches zu entschuldigen, da wir Ärzte sehr viel Mithilfe geleistet haben, daß im Rassenwahn und in falscher Pflichterfüllung Hunderttausende, Millionen von Menschen zu Tode kamen. Ich persönlich schäme mich.“

Das Justizministerium lehnte die Einstellung des Verfahrens gegen Gross ab. Ende 1997 wurde das Strafverfahren wegen Mordes eingeleitet; die gerichtliche Voruntersuchung wurde am 18. März 1998 eingeleitet. Sepp Rieder, damals Gesundheitsstadtrat und Vizebürgermeister Wiens, bezeichnete Gross im Jänner 1998 während einer Pressekonferenz zum Symposium „Zur Geschichte der NS-Euthanasie in Wien“ als Mörder.
Die Innsbrucker Ärzte Reinhard Haller und Walter Rabl bekamen den Auftrag, ein Gutachten über die Verhandlungsfähigkeit des Angeklagten zu stellen. Als sie ihren Besuch bei ihm beendeten, erklärte er ihnen, dass er sich für nicht vernehmungsfähig erklären würde, müsste er sich selbst beurteilen. Sie hörten nicht auf seinen Ratschlag und befanden ihn mit 30. August 1998 für einvernahmefähig. Sie erläuterten, dass allein Vergesslichkeit, die bei ihm „nicht nur auf hirnorganischer Leistungsschwäche allein, sondern auch auf psychogenen Mechanismen wie Abwehr oder Verdrängung beruhen muss“, keine Vernehmungsunfähigkeit begründen würde, weil er zum Teil sehr exakte Angaben zu früheren Ereignissen machen könne.
Untersuchungsrichterin Minou Neundlinger beschlagnahmte für ihre Untersuchungen die noch vorhandenen Krankengeschichten und rund 400 Präparate, von denen Kurt Jellinger 1989 behauptet hatte, dass sie bestattet worden wären. Es fanden sich für insgesamt neun Morde, die Gross im Spätsommer 1944 begangen hatte, eindeutige Beweise. Die Eröffnung eines neuerlichen Gerichtsverfahrens verzögerte sich bis zum Jahr 2000. Am 19. April 1999 sagte der Wiener Gesundheitsstadtrat Sepp Rieder in einem Profil-Interview auf die Frage, ob er fordere, dass Gross der Prozess gemacht wird:

„Ja, weil ich ein Urteil in der Sache haben möchte. Man soll in der Frage der Verhandlungsfähigkeit sehr sorgfältig sein. Ich weiß, daß da manchmal sehr großzügig entschieden wird. Es hat lange gedauert, bis man sich der Sache angenommen hat. Ein Prozeß ist daher auch im Interesse der Justiz, damit nicht der Eindruck entsteht, man habe zu lange gewartet.“

Am 21. März 2000 saß Gross auf der Anklagebank, die Verhandlung wurde jedoch nach 30 Minuten aufgrund eines neuerlichen Gutachtens des Psychiaters Haller vertagt und nicht wieder aufgenommen. Haller attestierte dem Angeklagten fortgeschrittene vaskuläre Demenz und eine ausgeprägte Depression. Der New Yorker Psychiater und Gerichtssachverständige Peter Stastny stellte zum Gutachten fest:

„Unerklärlich sind mir die Umstände, unter denen das psychiatrische Gutachten gemacht wurde und – vor allem – warum es vom Gericht als schlüssig akzeptiert wurde. […] Aus den Befunden – sowohl Computertomografie (CT) wie Tests wie Beobachtung – werden Schlüsse gezogen, die daraus nicht ableitbar sind. So wird die Diagnose der Demenz und einer ausgeprägten Depression auch auf die CTs gestützt. […] Der zweite von Dr. Haller angewandte Test der zerebralen Insuffizienz ist überhaupt nicht mehr gängig. Das Konzept der zerebralen Insuffizienz wird heute weder klinisch noch wissenschaftlich verwendet.“

Zweifel über diese Beurteilungen kamen auch in der Öffentlichkeit rasch auf. Gross nährte diese Zweifel, als er im Anschluss an das Verfahren in einem Kaffeehaus Interviews gab, über den Zweiten Weltkrieg erzählte und sagte:

„Ich glaube, man könnte mir nichts nachweisen.“

Werner Vogts Kommentar zum Scheitern des Verfahrens:

„Heinrich Gross hat es geschafft. Was er uns seit Jahrzehnten vorgespielt hat, ist, laut Gutachter Haller, biologisch eingetreten: Er ist vergesslich. Die Demenz, laut klinischem Wörterbuch ‚die erworbene Verblödung‘, hat ihn und damit auch alle, die ihn deckten, gerettet. Kein Urteil. Österreich bleibt rein.“

### Belastende Dokumente aus Moskau
Am 8. August 2005 erstatteten der deutsche Dokumentarfilmautor Thomas Staehler und der Historiker Florian M. Beierl bei Staatsanwalt Michael Klackl am Landesgericht für Strafsachen Wien Strafanzeige gegen Heinrich Gross „im Falle von mutmaßlichen Tötungsdelikten im Jahr 1941“. Dabei übergaben sie Dokumente der sowjetischen Militärstaatsanwaltschaft aus den Jahren 1945 bis 1948, in denen der Vorgesetzte von Heinrich Gross, Erwin Jekelius, seine Verantwortung für den Mord an tausenden behinderten Menschen am Wiener „Steinhof“ eingestanden und unter anderem im Detail geschildert hatte, auf welche Weise Gross auf seine Anordnung hin auch die Kinder am Spiegelgrund getötet hatte. Stähler und Beierl waren ursprünglich Hinweisen über das Schicksal des Euthanasie-Arztes Jekelius gefolgt und hatten diese Unterlagen mit Hilfe eines juristischen Tricks erlangt, indem sie einen Rehabilitationsantrag für den zu diesem Zeitpunkt kaum bekannten Kriegsverbrecher Jekelius stellten. In Moskau hoben die Behörden daraufhin die Akte Jekelius aus und begutachteten sie. Im Jänner 2005 lehnte Oberst A. A. Stukalov seitens der Rehabilitationsverwaltung der Hauptmilitärstaatsanwaltschaft die Rehabilitation von Jekelius ab. Zur juristischen Begründung wurden nun Teile der Strafakte und Verhörprotokolle aus dem Jahr 1948 in Kopie übersandt, in welchen sich im Detail auch die Tötungsdelikte von Heinrich Gross fanden. Neben der Staatsanwaltschaft überreichten Staehler und Beierl auch dem Dokumentationsarchiv des österreichischen Widerstandes eine Kopie des Materials. Auszüge der Dokumente lasen die Forscher bei einer Pressekonferenz in der Gedenkstätte „Am Spiegelgrund“ vor:

„… Man stellte Listen über die betreffenden Kinder zusammen und schickte sie mir zur unmittelbaren Ausführung. Ich wiederum habe diese Listen an Dr. Gross übergeben, der dann die Tötung der Kinder mittels Verabreichung von Luminal vornahm. […] Die Methodik zur Tötung von Kindern durch die Verabreichung von Luminal war vom Direktor der „Herden“-Klinik für Geisteskranke in der Provinz Brandenburg, Heinze, erarbeitet worden. Vor seiner Ankunft in Wien hatte mein Gehilfe Dr. Gross einen praktischen Lehrgang zur Tötung von Kindern bei dem genannten Heinze absolviert. […] Dr. Gross arbeitete in der Klinik unter meiner Leitung. Die Tötung der Kinder nahm er auf Grundlage seiner Erfahrungen und Instruktionen vor. […] In der Praxis unserer Arbeit hat es bei der Vergiftung kranker Kinder 2–3 Fälle gegeben, in denen die eingesetzte Dosis Luminal nicht ausreichend war und nicht den Tod des Kindes hervorrief. Nach einem langen Schlaf erwachten diese Kinder wieder und blieben am Leben. In diesen Fällen injizierte Dr. Gross zur Erreichung des Ziels in Absprache mit mir diesen Kindern eine kombinierte Dosis Morphium, Dial und Skupolamium, was nach 2–3 Stunden zum Tode führte. […] Die Tötung kranker Kinder wurde von uns unter strengster Geheimhaltung vorgenommen. Daher wussten die Eltern darüber gar nichts. Nach der Vergiftung eines Kindes durch Dr. Gross wurde den Eltern mitgeteilt, dass ihr Kind an dieser oder jener Krankheit gestorben sei, die er sich selbst ausdachte. Diese Mitteilungen habe ich als Klinikdirektor selbst unterschrieben. […] Was die Maßnahmen zur Tötung kranker Kinder betraf, so wurden diese systematisch während der gesamten Zeit meiner Tätigkeit als Klinikdirektor, im Verlauf eines Jahres also, durchgeführt. Monatlich töteten wir zwischen 6 und 10 Kinder. …“

Es kam jedoch zu keinem Verfahren mehr, Gross verstarb am 15. Dezember 2005.

### Grab
„Wer Wahrheit tut kommt zum Licht“ steht auf dem Grabstein am Friedhof in Schönberg am Kamp, Niederösterreich, wo Gross gemeinsam mit seiner Frau beerdigt liegt. Der Grabstein ist weitgehend unsichtbar hinter einem Busch versteckt.

## Auszeichnungen
Für seine Forschungen an den Kinderhirnen wurde er 1959 mit dem Theodor-Körner-Preis ausgezeichnet; 1975 erhielt er das Ehrenkreuz für Wissenschaft und Kunst I. Klasse. Vorgeschlagen hatte ihn die Ludwig-Boltzmann-Gesellschaft; die damalige Wissenschaftsministerin Hertha Firnberg (SPÖ) überreichte es. Dieses Ehrenkreuz wurde ihm per Beschluss des Ministerrates vom 25. März 2003 wieder aberkannt.

## Veröffentlichungen (Auswahl)
- Zur Morphologie des Schädels bei der Acrocephalosyndaktylie. In: Morphologisches Jahrbuch. Band 92, 1952, S. 350 ff.
- Der Hypertelorismus. Über die Beziehungen des pathologisch weiten Augenabstandes zu den cranio-cerebralen Dysraphien und zu den turricephalen Schädeldysostosen. In: Ophthalmologica. Nr. 3, 1956.

## Filme
- Robert Altenburger, Christoph Feurstein: Die Kinder vom Spiegelgrund. Dokumentation. ORF, Wien 1991.
- Angelika Schuster, Tristan Sindelgruber: Spiegelgrund. Dokumentation (71 Minuten). o.O 2000.
- Elisabeth Scharang (Regie): Mein Mörder. Spielfilm (88 Minuten). Wega-Film, Wien 2005.
- Elisabeth Scharang, Florian Klenk: Meine liebe Republik. Dokumentation mit und zu Friedrich Zawrel, welcher zweimal Gross begegnet ist: 1944 Gross als Spiegelgrund-Stationsarzt, und 1974 Gross als Gerichtsgutachter. Wien 2006.[19]